# Krasznije Baki-i járás

A Krasznije Baki-i járás a Nyizsnyij Novgorod-i területen

A Krasznije Baki-i járás (oroszul Краснобаковский район) Oroszország egyik járása a Nyizsnyij Novgorod-i területen. Székhelye Krasznije Baki.

## Népesség
- 1989-ben 27 151 lakosa volt.
- 2002-ben 26 047 lakosa volt, melynek 90%-a orosz, 6%-a tatár, a többi főleg mari és mordvin.
- 2010-ben 22 524 lakosa volt, melynek 96,8%-a orosz.